# Чемеркін Андрій Іванович
Андрій Іванович Чемеркін (рос. Андрей Иванович Чемеркин, нар. 17 лютого, 1972, Ізобільненський район, Ставропольський край, Російська РФСР) — російський важкоатлет, олімпійський чемпіон 1996 року, бронзовий призер Олімпійських ігор 2000 року, чотириразовий чемпіон світу, дворазовий чемпіон Європи.

## Біографія
Андрій Чемеркін народився 17 лютого 1972 року в селі міського типу Солнечнодольськ, Ставропольський край. Важкою атлетикою почав займатися в чотирнадцять років. До цього пробував себе у легкій атлетиці та футболі. Його особистим тренером став Володимир Книга.
Протягом юнацьких змагань двічі став чемпіоном світу. За національну збірну Росії Чемеркін дебютував у 1993 році. Важкоатлету вдалася стати срібним призером чемпіонату Європи та бронзовим призером чемпіонату світу. Наступного року він переміг на чемпіонаті Європи, а на чемпіонаті світу став срібним призером. У 1995 році він із сумою 442.5 кг вдруге став чемпіоном Європи, а також виграв чемпіонат світу. Вдалі виступи дали спортсмену можливість представити збірну Росії на Олімпійських іграх в Атланті. Спортсмен їхав туди у статусі одного із фаворитів. На самих змаганнях його конкурентом став німецький важкоатлет Ронні Веллер. Німець у своїй третій спробі поштовху підняв 255 кг, що було на 1,5 кг більше діючого рекорду світу. Для перемоги Чемеркін був змушений піднімати 260 кг, що йому вдалося зробити. За цю перемогу його було нагороджено Орденом Мужності.
У 1997 році балотувався від Петровського округу на посаду депутата Державної думи Ставропольського краю. Набравши 25,1 % голосів, на виборах він посів друге місце.
Спортсмен продовжував свої виступи за національну збірну. Протягом олімпійського циклу він тричі поспіль ставав чемпіоном світу. Окрім цього Чемеркін здобув срібну нагороду чемпіонату Європи у 1998 році. На Олімпійських іграх у Сіднеї Чемеркін посів четверте місце, але після дискваліфікації вірменського важкоатлета Ащота Даніеляна він став бронзовим призером змагань.
Протягом подальшої кар'єри найкращим результатом спортсмена стала бронзова медаль чемпіонату світу 2001 року. Після невдалої кваліфікації на Олімпійські ігри 2004 року вирішив завершити спортивну кар'єру.
Чемеркін закінчив Ставропольську вищу школу міліції. Одружений, має доньку Ксенію та двох синів Івана та Ігната, які також займаються важкою атлетикою.

## Результати
| Рік              | Місце               | Вага             | Ривок            | Ривок            | Ривок            | Ривок            | Поштовх          | Поштовх          | Поштовх          | Поштовх          | Загалом          | Місце            |
| Рік              | Місце               | Вага             | 1                | 2                | 3                | Місце            | 1                | 2                | 3                | Місце            | Загалом          | Місце            |
| Олімпійські ігри | Олімпійські ігри    | Олімпійські ігри | Олімпійські ігри | Олімпійські ігри | Олімпійські ігри | Олімпійські ігри | Олімпійські ігри | Олімпійські ігри | Олімпійські ігри | Олімпійські ігри | Олімпійські ігри | Олімпійські ігри |
| ---------------- | ------------------- | ---------------- | ---------------- | ---------------- | ---------------- | ---------------- | ---------------- | ---------------- | ---------------- | ---------------- | ---------------- | ---------------- |
| 1996             | Атланта, США        | понад 108 кг     | 190.0            | 197.5            | 202.5            | —                | 240.0            | 250.0            | 260.0            | —                | 457.5            | 1                |
| 2000             | Сідней, Австралія   | понад 105 кг     | 190.0            | 200.0            | 202.5            | —                | 250.0            | 260.0            | 272.5            | —                | 462.5            | 3                |
| Чемпіонат світу  |                     |                  |                  |                  |                  |                  |                  |                  |                  |                  |                  |                  |
| 1993             | Мельбурн, Австралія | понад 108 кг     | 180.0            | 190.0            | 195.0            | 3                | 230.0            | 240.0            | 245.0            | 2                | 435.0            | 3                |
| 1994             | Стамбул, Туреччина  | понад 108 кг     | 190.0            | 200.0            | 205.0            | 2                | 240.0            | 252.5            | 260.0            | 2                | 452.5            | 2                |
| 1995             | Гуанчжоу, Китай     | понад 108 кг     | 190.0            | 197.5            | 202.5            | 2                | 235.0            | 245.0            | 250.0            | 2                | 442.5            | 1                |
| 1997             | Чіангмай, Таїланд   | понад 108 кг     | 185.0            | 195.0            | 200.0            | 2                | 240.0            | 250.0            | 262.5            | 1                | 462.5            | 1                |
| 1998             | Лахті, Фінляндія    | понад 105 кг     | 190.0            | 197.5            | 206.0            | 2                | 240.0            | 240.0            | —                | 1                | 437.5            | 1                |
| 1999             | Афіни, Греція       | понад 105 кг     | 195.0            | 200.0            | 202.5            | 5                | 245.0            | 257.5            | 257.5            | 1                | 457.5            | 1                |
| 2001             | Анталія, Туреччина  | понад 105 кг     | 190.0            | 200.0            | 205.0            | 3                | 242.5            | 247.5            | 247.5            | 3                | 442.5            | 3                |
| 2002             | Варшава, Польща     | понад 105 кг     | 195.0            | 195.0            | 200.0            | 6                | 245.0            | 247.5            | 247.5            | —                | —                | —                |
| Чемпіонат Європи |                     |                  |                  |                  |                  |                  |                  |                  |                  |                  |                  |                  |
| 1993             | Софія, Болгарія     | понад 108 кг     | 185.0            | —                | —                | 6                | 240.0            | —                | —                | 1                | 425.0            | 2                |
| 1994             | Соколов, Чехія      | понад 108 кг     | 200.0            | —                | —                | 1                | 250.0            | —                | —                | 1                | 450.0            | 1                |
| 1995             | Варшава, Польща     | понад 108 кг     | 190.0            | —                | —                | 1                | 252.5            | —                | —                | 1                | 442.5            | 1                |
| 1998             | Різа, Німеччина     | понад 105 кг     | 185.0            | 195.0            | 205.0            | 2                | 250              | —                | —                | 2                | 445              | 2                |